# Chlorerythra rufa
Chlorerythra rufa är en fjärilsart som beskrevs av Louis Beethoven Prout 1933. Chlorerythra rufa ingår i släktet Chlorerythra och familjen mätare. Inga underarter finns listade i Catalogue of Life.